# Олейник, Крэйг
Крэйг Оле́йник (англ. Craig Olejnik, род. 1 июня 1979, Галифакс, Новая Шотландия, Канада) — канадский актёр, наиболее известен по роли телепата Тоби Логана в телесериале «Читающий мысли».

## Биография
Родился 1 июня 1979 года в Галифаксе; отец Крэйга был военным. Его дедушки приехали в Канаду из Польши.
Свою первую роль в кино Олейник получил в 14 лет — он снялся в роли младшего брата главной героини (в исполнении Хелены Бонэм Картер) в фильме-драме «Музей Маргариты», который был снят в его родном городе и вышел на экраны в 1995 году. Следующий фильм с участием актёра вышел в 1999: подростковая фэнтези-комедия «Тинейджеры — колдуны», которая не снискала популярности у зрителей.
Относительным прорывом для Крэйга стала роль призрака Растерзанного Принца в фильме Стива Бека «Тринадцать привидений», который вышел в 2001 году. В 2005 он стал режиссёром, сценаристом и продюсером собственного короткометражного фильма «Интервью с зомби», также сыграв главного героя. В следующем году последовала продолжительная роль в сериале «Беглецы» от канала CW, где Олейник сыграл школьного хулигана Джейка.
В 2009 стартовал телесериал «Читающий мысли», в котором ему досталась главная роль телепата и парамедика Тоби Логана. Шоу было закрыто после пяти сезонов. Сам актёр по этому поводу высказывался в интервью:

Мы все знали, что когда-нибудь настанет этот день. И вот он настал. Но мне всё же странно думать: «Я больше не Тоби Логан».
Оригинальный текст (англ.)“We all knew this day eventually was going to come. And here it is. But it’s weird to think, ‘I’m not Toby Logan anymore.’”

## Фильмография
| Год       | Название на русском          | Название на английском        | Роль                              | Примечания                                      |
| --------- | ---------------------------- | ----------------------------- | --------------------------------- | ----------------------------------------------- |
| 1995      | Музей Маргариты              | Margaret’s Museum             | Джимми МакНил                     | Кинофильм                                       |
| 1999      | Тинейджеры — колдуны         | Teen Sorcery                  | Майкл Чарминг                     | Кинофильм                                       |
| 2001      | Чудеса.com                   | So Weird                      | Зак Стюарт                        | Эпизод «Mr. Magnetism»                          |
| 2001      | Волчье озеро                 | Wolf Lake                     | Шон                               | Эпизод «Meat the Parents» Эпизод «Soup to Nuts» |
| 2001      | Тринадцать привидений        | Thir13en Ghosts               | Ройс Клейтон / Растерзанный Принц | Кинофильм                                       |
| 2002      | Цветок и гранат              | Flower & Garnet               | Карл                              | Кинофильм                                       |
| 2005      | Интервью с зомби             | Interview with a Zombie       | Интервьюер                        | Также режиссёр, продюсер и сценарист            |
| 2006      | Беглецы                      | Runaway                       | Джейк Беннет                      | 8 эпизодов                                      |
| 2007      | Божья вотчина                | In God’s Country              | Фрэнк                             | TВ фильм                                        |
| 2009      | Табельщик                    | The Timekeeper                | Мартин Бишоп                      |                                                 |
| 2009-2014 | Читающий мысли               | The Listener                  | Тоби Логан                        | Главная роль                                    |
| 2011      | Расследование Мёрдока        | Murdoch Mysteries             | Николас Дженкинс                  | Эпизод «Upstairs, Downstairs»                   |
| 2013      | Хейвен                       | Haven                         | Эйден Дрисколл                    | Эпизод «Crush»                                  |
| 2013      | Дело Дойлов                  | Republic of Doyle             | Грант Притчард                    | Эпизод «Young Guns»                             |
| 2017      | Руководство подруг к разводу | Girlfriends' Guide to Divorce | сенсей Рекс                       | 3 сезон, 7 серия 4 сезон, 1 и 2 серии           |